# C14H26O
化学式C14H26O（摩尔质量：212.37 g/mol）可能指：
- 檀香脑（英语：Sandalore）（檀香210），CAS号：65113-99-7
- 阿道克醛（荷兰语：Trimethylundecenal）（2,6,10-三甲基-9-烯-十一醛），CAS号：141-13-9
- 环十四烷酮，CAS号：3603-99-4
- 13-十四碳烯醛，CAS号：85896-31-7

|  | 这个同类索引页列出了具有相同分子式的化学物（即同分異構體）条目。 除非您是有意链接至本页，否则应将相应条目的内部链接指向正确的条目。 |